# Henry Brant
Henry Dreyfus Brant (født 15. september 1913 i Montreal, Canada, død 26. april 2008 i Santa Barbara, USA) var en canadisk/amerikansk komponist og multiinstrumentalist. 
Uddannet og bosat i Amerika. Han studerede komposition og spillede violin, klaver, orgel og percussion, for bare at nævne nogle få af de mange instrumenter som han beherskede på et professionelt niveau. Han har komponeret 2 symfonier og orkesterværker etc.
Han søger at gøre den enkelte stemme så let spillelig som mulig undtagen solopassager i koncertereende værker. Komplekse strukturer kommer i stand ved kontrolleret improvisation, hvor tonehøjder overlades til den udøvende, mens klang, omfang og styrke, artikulation og rytmisk karakter er fastlagt.

## Udvalgte værker
- Symfoni (i B-dur) (nr. 1)  "halvfemserne og trediverne" - for orkester
- Symfoni nr. 2 "forjættet land" - for orkester